# Australische Cricket-Nationalmannschaft in Pakistan in der Saison 1982/83
Die Tour der australischen Cricket-Nationalmannschaft nach Pakistan in der Saison 1982/83 fand vom 20. September bis zum 19. Oktober 1982 statt. Die internationale Cricket-Tour war Bestandteil der Internationalen Cricket-Saison 1982/83 und umfasste drei Tests und drei ODIs. Pakistan gewann die Test-Serie 3–0 und die ODI-Serie 2–0.

## Vorgeschichte
Für beide Mannschaften war es die erste Tour der Saison.
Das letzte Aufeinandertreffen der beiden Mannschaften bei einer Tour fand in der Saison 1981/82 in Australien statt.

## Stadien
Die folgenden Stadien wurden für die Tour als Austragungsort vorgesehen.
| Stadion          | Stadt      | Kapazität | Spiele          |
| ---------------- | ---------- | --------- | --------------- |
| Iqbal Stadium    | Faisalabad | 18.000    | 2. Test         |
| Niaz Stadium     | Hyderabad  | 15.000    | 1. ODI          |
| National Stadium | Karachi    | 34.228    | 1. Test; 3. ODI |
| Gaddafi Stadium  | Lahore     | 60.000    | 3. Test; 2. ODI |

## Kaderlisten
| Test | Test | ODI | ODI |
| Pakistan | Australien | Pakistan | Australien |
| --- | --- | --- | --- |
| - Abdul Razzaq - Haroon Rasheed - Imran Khan - Iqbal Qasim - Jalal-ud-Din - Javed Miandad - Mansoor Akhtar - Mohsin Kamal - Mudassar Nazar - Tahir Naqqash - Wasim Akram - Zaheer Abbas | - Terry Alderman - Allan Border - Ray Bright - John Dyson - Merv Hughes - Bruce Laird - Geoff Lawson - Geoff Marsh - Greg Ritchie - Peter Sleep - Jeff Thomson - Graeme Wood - Bruce Yardley | - Haroon Rasheed - Imran Khan - Jalal-ud-Din - Javed Miandad - Mansoor Akhtar - Mohsin Kamal - Mudassar Nazar - Sikander Bakht - Tahir Naqqash - Tauseef Ahmed - Wasim Akram - Wasim Akram - Zaheer Abbas | - Terry Alderman - Allan Border - Ian Callen - John Dyson - Merv Hughes - Bruce Laird - Geoff Lawson - Geoff Marsh - Wayne Phillips - Greg Ritchie - Jeff Thomson - Graeme Wood - Bruce Yardley |

## Tour Matches
| 12. – 14. September Scorecard | Rawalpindi | Australians 327-9d (94) & 166-8 (66) | – | BCCP Patron’s XI 424-5d (92) |
|                               |            | Remis                                |   |                              |

| 16. – 18. September Scorecard | Multan | Australians 277 (91.5) & 124-3d (40.4) | – | BCCP XI 176 (62.3) & 67-4 |
|                               |        | Remis                                  |   |                           |

| 10. – 12. Oktober Scorecard | Sialkot | Australians 283-4d (75) | – | Pakistan Invitation XI 169-7 (56.2) |
|                             |         | Remis                   |   |                                     |

## One-Day Internationals

### Erstes ODI in Hyderabad
| 20. September Scorecard | Hyderabad | Pakistan 229-6 (40/40)       | – | Australien 170-9 (40/40) |
|                         |           | Pakistan gewinnt mit 59 Runs |   |                          |

### Zweites ODI in Lahore
| 8. Oktober Scorecard | Lahore | Pakistan 234-3 (40/40)       | – | Australien 206-4 (40/40) |
|                      |        | Pakistan gewinnt mit 28 Runs |   |                          |

### Drittes ODI in Karachi
| 22. Oktober Scorecard | Karachi | Pakistan 12-40 (12/40) | – | Australien |
|                       |         | No Result              |   |            |

## Tests

### Erster Test in Karachi
| 22. – 27. September Scorecard | Karachi | Australien 284 (99.4) & 179 (66.5) | – | Pakistan 419 (128) & 47-1 (11.1) |
|                               |         | Pakistan gewinnt mit 9 Wickets     |   |                                  |

### Zweiter Test in Faisalabad
| 30. September – 5. Oktober Scorecard | Faisalabad | Pakistan 501-6d (144)                     | – | Australien 168 (102.5) & 330 (128.5) (f/o) |
|                                      |            | Pakistan gewinnt mit einem innings 3 Runs |   |                                            |

### Dritter Test in Lahore
| 14. – 19. Oktober Scorecard | Lahore | Australien 316 (106.2) & 214 (90) | – | Pakistan 467-7d (119) & 64-1 (15) |
|                             |        | Pakistan gewinnt mit 9 Wickets    |   |                                   |